# خانه (آلبوم دیکسی چیکس)
«خانه» (به انگلیسی: Home) آلبومی از دیکسی چیکس است که در ۲۷ اوت ۲۰۰۲ منتشر شد.